# Степанчиково (Гаврилов-Ямский район)
Степанчиково — село в Гаврилов-Ямском районе Ярославской области России. Входит в состав Ильинского сельского округа Шопшинского сельского поселения.

## География
Село находится в юго-восточной части области, в зоне хвойно-широколиственных лесов, при автодороге 78Н-0179, на расстоянии примерно 30 километров (по прямой) к северо-западу от города Гаврилов-Ям, административного центра района. Абсолютная высота — 184 метра над уровнем моря.

### Климат
Климат характеризуется как умеренно континентальный, с умеренно холодной зимой и относительно тёплым летом. Среднегодовая температура воздуха — 3 — 3,5 °C. Средняя температура воздуха самого холодного месяца (января) — −13,3 °C; самого тёплого месяца (июля) — 18 °C. Вегетационный период длится около 165—170 дней. Годовое количество атмосферных осадков составляет 500—600 мм, из которых большая часть выпадает в тёплый период.

### Часовой пояс
Степанчиково, как и вся Ярославская область, находится в часовой зоне МСК (московское время). Смещение применяемого времени относительно UTC составляет +3:00.

## История
Пятиглавый каменный храм во имя Рождества Пресвятой Богородицы с ярусной колокольней построен в 1789 году на средства прихожан на месте деревянной церкви XVII века. Храм летний с зимним приделом. Престолов было два: во имя Рождества Пресвятой Богородицы; во имя святителя Николая, архиепископа Мир Ликийских, чудотворца. 
В конце XIX — начале XX село входило в состав Ильинской волости Ярославского уезда Ярославской губернии. В 1883 году в селе было 20 дворов.
С 1929 года село входило в состав Кощеевского сельсовета Ярославского района, с 1932 году — в составе Гаврилов-Ямского района, с 1944 года — в составе Ильинского сельсовета Курбского района, с 1957 года — вновь в составе Гаврилов-Ямского района, с 2005 года — в составе Шопшинского сельского поселения.

## Население
| 1859 | 1883 | 1914 | 2002 | 2007 | 2010 |
| ---- | ---- | ---- | ---- | ---- | ---- |
| 168  | ↘158 | ↗182 | ↘35  | ↘29  | ↘18  |

### Национальный состав
Согласно результатам переписи 2002 года, в национальной структуре населения русские составляли 100 % из 35 чел.

## Достопримечательности
В селе расположена недействующая Церковь Рождества Пресвятой Богородицы (1789).